# Dravinjski Vrh
Dravinjski Vrh este o localitate din comuna Videm, Slovenia, cu o populație de 272 de locuitori.